# Pseudamnicola melitensis
Pseudamnicola melitensis là một loài động vật chân bụng thuộc họ Hydrobiidae. Đây là loài đặc hữu của Malta.